# Indiana Pacers 2017-2018
La stagione 2017-2018 degli Indiana Pacers è stata la 51ª stagione della franchigia e la 42ª nella NBA.

## Draft
| Giro | Scelta | Giocatore     | Ruolo | Nazionalità | Università/Squadra |
| ---- | ------ | ------------- | ----- | ----------- | ------------------ |
| 1    | 18     | T.J. Leaf     | AG    | Israele     | UCLA               |
| 2    | 47     | Ike Anigbogu  | C     | Stati Uniti | UCLA               |
| 2    | 52     | Edmond Sumner | P     | Stati Uniti | Xavier             |

## Roster
| \| Pos. \| Num. \| Naz. \| Nome \| Altezza \| Peso \| Data nascita \| Provenienza \| \| ---- \| ---- \| ---- \| ------------------- \| ------- \| ------ \| ------------ \| ------------------ \| \| C \| 13 \| \| Anigbogu, Ike \| 208 cm \| 113 kg \| 22-10-1998 \| UCLA \| \| AP \| 44 \| \| Bogdanović, Bojan \| 203 cm \| 98 kg \| 18-04-1989 \| Croazia \| \| AG \| 20 \| \| Booker, Trevor \| 203 cm \| 103 kg \| 25-11-1987 \| Clemson \| \| P \| 2 \| \| Collison, Darren \| 183 cm \| 79 kg \| 23-08-1987 \| UCLA \| \| C \| 25 \| \| Jefferson, Al \| 208 cm \| 131 kg \| 04-01-1985 \| Prentiss HS \| \| P \| 6 \| \| Joseph, Cory \| 191 cm \| 88 kg \| 20-08-1991 \| Texas \| \| AG \| 22 \| \| Leaf, T.J. \| 208 cm \| 102 kg \| 30-04-1997 \| UCLA \| \| AP \| 26 \| \| Moore, Ben (TW) \| 203 cm \| 91 kg \| 13-05-1995 \| Southern Methodist \| \| G \| 4 \| \| Oladipo, Victor \| 193 cm \| 95 kg \| 04-05-1992 \| Indiana \| \| AP \| 0 \| \| Poythress, Alex \| 201 cm \| 108 kg \| 06-09-1993 \| Kentucky \| \| G/AP \| 40 \| \| Robinson, Glenn \| 198 cm \| 101 kg \| 08-01-1994 \| Michigan \| \| AG/C \| 11 \| \| Sabonis, Domantas \| 211 cm \| 109 kg \| 03-05-1996 \| Gonzaga \| \| G \| 1 \| \| Stephenson, Lance \| 198 cm \| 104 kg \| 05-09-1990 \| Cincinnati \| \| P \| 5 \| \| Sumner, Edmond (TW) \| 198 cm \| 80 kg \| 31-12-1995 \| Xavier \| \| C \| 33 \| \| Turner, Myles \| 211 cm \| 113 kg \| 24-03-1996 \| Texas \| \| P/G \| 3 \| \| Young, Joe \| 188 cm \| 84 kg \| 27-06-1992 \| Oregon \| \| A \| 21 \| \| Young, Thaddeus \| 203 cm \| 100 kg \| 21-06-1988 \| Georgia Tech \| | Allenatore - Nate McMillan Assistente/i - Bill Bayno - Dan Burke] - Popeye Jones - David McClure Legenda - (C) Capitano - (FA) Free agent - (S) Sospeso - (TW) Contratto Two-way - (GL) Assegnato a squadra G League affiliata - Infortunato Roster • Transazioni · Ultima transazione: 4 aprile 2018 |                                             |                     |         |        |              |                    |
| Pos. | Num. | Naz.                                        | Nome                | Altezza | Peso   | Data nascita | Provenienza        |
| C | 13 | Stati Uniti (bandiera)                      | Anigbogu, Ike       | 208 cm  | 113 kg | 22-10-1998   | UCLA               |
| AP | 44 | Croazia (bandiera)                          | Bogdanović, Bojan   | 203 cm  | 98 kg  | 18-04-1989   | Croazia            |
| AG | 20 | Stati Uniti (bandiera)                      | Booker, Trevor      | 203 cm  | 103 kg | 25-11-1987   | Clemson            |
| P | 2 | Stati Uniti (bandiera)                      | Collison, Darren    | 183 cm  | 79 kg  | 23-08-1987   | UCLA               |
| C | 25 | Stati Uniti (bandiera)                      | Jefferson, Al       | 208 cm  | 131 kg | 04-01-1985   | Prentiss HS        |
| P | 6 | Canada (bandiera)                           | Joseph, Cory        | 191 cm  | 88 kg  | 20-08-1991   | Texas              |
| AG | 22 | Israele (bandiera) · Stati Uniti (bandiera) | Leaf, T.J.          | 208 cm  | 102 kg | 30-04-1997   | UCLA               |
| AP | 26 | Stati Uniti (bandiera)                      | Moore, Ben (TW)     | 203 cm  | 91 kg  | 13-05-1995   | Southern Methodist |
| G | 4 | Stati Uniti (bandiera)                      | Oladipo, Victor     | 193 cm  | 95 kg  | 04-05-1992   | Indiana            |
| AP | 0 | Stati Uniti (bandiera)                      | Poythress, Alex     | 201 cm  | 108 kg | 06-09-1993   | Kentucky           |
| G/AP | 40 | Stati Uniti (bandiera)                      | Robinson, Glenn     | 198 cm  | 101 kg | 08-01-1994   | Michigan           |
| AG/C | 11 | Lituania (bandiera)                         | Sabonis, Domantas   | 211 cm  | 109 kg | 03-05-1996   | Gonzaga            |
| G | 1 | Stati Uniti (bandiera)                      | Stephenson, Lance   | 198 cm  | 104 kg | 05-09-1990   | Cincinnati         |
| P | 5 | Stati Uniti (bandiera)                      | Sumner, Edmond (TW) | 198 cm  | 80 kg  | 31-12-1995   | Xavier             |
| C | 33 | Stati Uniti (bandiera)                      | Turner, Myles       | 211 cm  | 113 kg | 24-03-1996   | Texas              |
| P/G | 3 | Stati Uniti (bandiera)                      | Young, Joe          | 188 cm  | 84 kg  | 27-06-1992   | Oregon             |
| A | 21 | Stati Uniti (bandiera)                      | Young, Thaddeus     | 203 cm  | 100 kg | 21-06-1988   | Georgia Tech       |

## Classifiche

### Central Division
| Central Division        | Central Division | Central Division | Central Division | Central Division | Central Division | Central Division | Central Division | Central Division |
| Squadra                 | V                | S                | V%               | PR               | Casa             | Trasf            | Div              | PG               |
| ----------------------- | ---------------- | ---------------- | ---------------- | ---------------- | ---------------- | ---------------- | ---------------- | ---------------- |
| y – Cleveland Cavaliers | 50               | 32               | .610             | 9,0              | 29–12            | 21–20            | 11–5             | 82               |
| x – Indiana Pacers      | 48               | 34               | .585             | 11,0             | 27–14            | 21–20            | 10–6             | 82               |
| x – Milwaukee Bucks     | 44               | 38               | .537             | 15,0             | 25–16            | 19–22            | 6–10             | 82               |
| Detroit Pistons         | 39               | 43               | .476             | 20,0             | 25–16            | 14–27            | 9–7              | 82               |
| Chicago Bulls           | 27               | 55               | .329             | 32,0             | 17–24            | 10–31            | 4–12             | 82               |

### Eastern Conference
| Eastern Conference | Eastern Conference        | Eastern Conference | Eastern Conference | Eastern Conference | Eastern Conference | Eastern Conference |
| #                  | Squadra                   | V                  | S                  | V%                 | PR                 | PG                 |
| ------------------ | ------------------------- | ------------------ | ------------------ | ------------------ | ------------------ | ------------------ |
| 1                  | c – Toronto Raptors *     | 59                 | 23                 | .720               | –                  | 82                 |
| 2                  | x – Boston Celtics        | 55                 | 27                 | .671               | 4,0                | 82                 |
| 3                  | x – Philadelphia 76ers    | 52                 | 30                 | .634               | 7,0                | 82                 |
| 4                  | y – Cleveland Cavaliers * | 50                 | 32                 | .610               | 9,0                | 82                 |
| 5                  | x – Indiana Pacers        | 48                 | 34                 | .585               | 11,0               | 82                 |
| 6                  | y – Miami Heat *          | 44                 | 38                 | .537               | 15,0               | 82                 |
| 7                  | x – Milwaukee Bucks       | 44                 | 38                 | .537               | 15,0               | 82                 |
| 8                  | x – Wash. Wizards         | 43                 | 39                 | .524               | 16,0               | 82                 |
|                    |                           |                    |                    |                    |                    |                    |
| 9                  | Detroit Pistons           | 39                 | 43                 | .476               | 20,0               | 82                 |
| 10                 | Charlotte Hornets         | 36                 | 46                 | .439               | 23,0               | 82                 |
| 11                 | N.Y. Knicks               | 29                 | 53                 | .354               | 30,0               | 82                 |
| 12                 | Brooklyn Nets             | 28                 | 54                 | .341               | 31,0               | 82                 |
| 13                 | Chicago Bulls             | 27                 | 55                 | .329               | 32,0               | 82                 |
| 14                 | Orlando Magic             | 25                 | 57                 | .305               | 34,0               | 82                 |
| 15                 | Atlanta Hawks             | 24                 | 58                 | .293               | 35,0               | 82                 |

## Calendario e risultati

### Playoff

#### Primo turno

##### (5) Indiana Pacers – (4) Cleveland Cavaliers
| Playoffs 2018                                | Playoffs 2018                                | Playoffs 2018                                | Playoffs 2018                                | Playoffs 2018                                | Playoffs 2018                                | Playoffs 2018                                | Playoffs 2018                                | Playoffs 2018                                |
| Primo turno: 3–4 (Casa: 2–1; Trasferta: 1–3) | Primo turno: 3–4 (Casa: 2–1; Trasferta: 1–3) | Primo turno: 3–4 (Casa: 2–1; Trasferta: 1–3) | Primo turno: 3–4 (Casa: 2–1; Trasferta: 1–3) | Primo turno: 3–4 (Casa: 2–1; Trasferta: 1–3) | Primo turno: 3–4 (Casa: 2–1; Trasferta: 1–3) | Primo turno: 3–4 (Casa: 2–1; Trasferta: 1–3) | Primo turno: 3–4 (Casa: 2–1; Trasferta: 1–3) | Primo turno: 3–4 (Casa: 2–1; Trasferta: 1–3) |
| Partita                                      | Data                                         | Avversario                                   | Punteggio                                    | Più punti                                    | Più rimbalzi                                 | Più assist                                   | Spettatori                                   | Serie                                        |
| -------------------------------------------- | -------------------------------------------- | -------------------------------------------- | -------------------------------------------- | -------------------------------------------- | -------------------------------------------- | -------------------------------------------- | -------------------------------------------- | -------------------------------------------- |
| 1                                            | 15 aprile                                    | @ Cleveland Cavaliers                        | V 98–80                                      | Victor Oladipo (32)                          | Myles Turner (8)                             | Darren Collison (6)                          | Quicken Loans Arena 20.562                   | 1–0                                          |
| 2                                            | 18 aprile                                    | @ Cleveland Cavaliers                        | S 97–100                                     | Victor Oladipo (22)                          | Thaddeus Young (6)                           | Collison, Oladipo (6)                        | Quicken Loans Arena 20.562                   | 1–1                                          |
| 3                                            | 20 aprile                                    | Cleveland Cavaliers                          | V 92–90                                      | Bojan Bogdanović (30)                        | Myles Turner (10)                            | Victor Oladipo (7)                           | Bankers Life Fieldhouse 17.923               | 2–1                                          |
| 4                                            | 22 aprile                                    | Cleveland Cavaliers                          | S 100–104                                    | Domantas Sabonis (19)                        | Thaddeus Young (16)                          | Darren Collison (8)                          | Bankers Life Fieldhouse 17.923               | 2–2                                          |
| 5                                            | 25 aprile                                    | @ Cleveland Cavaliers                        | S 95–98                                      | Domantas Sabonis (22)                        | Victor Oladipo (12)                          | Cory Joseph (6)                              | Quicken Loans Arena 20.562                   | 2–3                                          |
| 6                                            | 27 aprile                                    | Cleveland Cavaliers                          | V 121–87                                     | Victor Oladipo (28)                          | Victor Oladipo (13)                          | Victor Oladipo (10)                          | Bankers Life Fieldhouse 17.923               | 3–3                                          |
| 7*                                           | 29 aprile                                    | @ Cleveland Cavaliers                        | S 101–105                                    | Victor Oladipo (30)                          | Victor Oladipo (12)                          | Victor Oladipo (6)                           | Quicken Loans Arena 20.562                   | 3–4                                          |

## Mercato

### Free Agency

#### Acquisti
| Giocatore           | Contratto                      | Provenienza        |
| ------------------- | ------------------------------ | ------------------ |
| Darren Collison     | 2 anni – 20 milioni di dollari | Sacramento Kings   |
| Bojan Bogdanović    | 2 anni – 21 milioni di dollari | Wash. Wizards      |
| Alex Poythress      | Contratto Two-way              | Philadelphia 76ers |
| DeQuan Jones        | Training camp                  | Lille              |
| Trey McKinney-Jones |                                | F.W. Mad Ants      |

#### Cessioni
| Giocatore        | Motivo     | Nuova squadra |
| ---------------- | ---------- | ------------- |
| Monta Ellis      | Rilasciato | free agent    |
| Rakeem Christmas | Rilasciato | Galatasaray   |
| Kevin Séraphin   | Rilasciato | Barcellona    |

### Scambi
| 6 luglio 2017  | Indiana PacersVictor Oladipo Domantas Sabonis | Oklahoma ThunderPaul George                              |
| 14 luglio 2017 | Indiana PacersCory Joseph                     | Toronto RaptorsDraft rights per Emir Preldžič C.J. Miles |

## Premi individuali
| Assegnato a    | Premio                                       | Data premio      | Ref.   |
| -------------- | -------------------------------------------- | ---------------- | ------ |
| Victor Oladipo | Giocatore della settimana Eastern Conference | 30 ottobre 2017  | [ 10 ] |
| Victor Oladipo | Giocatore della settimana Eastern Conference | 11 dicembre 2017 | [ 11 ] |
| Victor Oladipo | Giocatore della settimana Eastern Conference | 2 aprile 2018    | [ 12 ] |